# ATP Challenger Sioux Falls
Das ATP Challenger Sioux Falls (offizieller Name: Marketbeat Open) ist ein Tennisturnier in Sioux Falls, Vereinigte Staaten, das seit 2024 ausgetragen wird. Es ist Teil der ATP Challenger Tour und wird in der Halle auf Hartplatz ausgetragen.

## Liste der Sieger

### Einzel
| Jahr | Sieger     | Finalgegner  | Ergebnis |
| ---- | ---------- | ------------ | -------- |
| 2024 | Borna Gojo | Colton Smith | 6:1, 7:5 |

### Doppel
| Jahr | Sieger                   | Finalgegner                 | Ergebnis |
| ---- | ------------------------ | --------------------------- | -------- |
| 2024 | Liam Draxl Cleeve Harper | Ryan Seggerman Patrik Trhac | 7:5, 6:3 |